# Melochia longibracteolata
Melochia longibracteolata är en malvaväxtart som beskrevs av Arenes. Melochia longibracteolata ingår i släktet Melochia och familjen malvaväxter. Inga underarter finns listade i Catalogue of Life.